# Iranie bělohrdlá
Iranie bělohrdlá (Irania gutturalis) je druh pěvce z čeledi lejskovití (Muscicapidae), jediný zástupce svého rodu. Hnízdí v Afghánistánu, Arménii, Ázerbájdžánu, Řecku, Íránu, Izraeli, Kazachstánu, Tádžikistánu, Turkmenistánu, Uzbekistánu a Turecku, zimní měsíce tráví na východě Afriky, zejména v Etiopii, Eritreji a Tanzanii. Někteří jedinci zbloudí i do Evropy (Nizozemsko, Švédsko, Norsko, Velká Británie). Přirozeným biotopem jsou savany a travnaté oblasti, jakož i skalnatá a křovinatá krajina, a to až do nadmořské výšky 2 700 metrů.
Iranie bělohrdlá měří asi 17 cm, hmotnost činí 23–30 g a rozpětí křídel 27–30 cm. Samci mají šedomodře až olověně šedě zbarvený hřbet, křídla a hlavu, s černými tvářemi a bílým pruhem nad každým okem. Název tomuto druhu vynesla bílá trojúhelníkovitá skvrna na hrdle, která zasahuje až na hruď. Spodní partie samců jsou oranžové, resp. níže bělavé. Samice mají světle hnědé až šedohnědé opeření, na spodních partiích krémové s jemným oranžovým lemem. Výrazně menší je také jejich bílá skvrna na hrdle.
Iranie bělohrdlé se živí hmyzem a bobulemi, potravu hledají na zemi nebo v nízké vegetaci. Hnízdí často v kopcovitých oblastech, zejména na skalnatých svazích. Staví si miskovitá hnízda, snůšku tvoří tři až pět červenohnědých kropenatých vajec. Zpívají výhradně samci, jejich píseň je velmi melodická, místy dokonce připomíná zpěv slavíka obecného (Luscinia megarhynchos).
Podle Mezinárodního svazu ochrany přírody jde o málo dotčený druh.